# Matthias-Claudius-Schulen
Die Matthias-Claudius-Schulen sind eine Gesamtschule und eine Grundschule in privater evangelischer Trägerschaft im Bochumer Stadtteil Bärendorf in ehemals städtischen Schulgebäuden. Namenspatron ist der Schriftsteller Matthias Claudius (1740–1815). Trägerverein ist der Matthias-Claudius-Schulen e.V.

## Allgemein
Partnerschule ist seit 1993 das Institut Majengo in Goma, Demokratische Republik Kongo, nahe zur Grenze nach Ruanda, womit man eine Möglichkeit hat, sich mit den Problemen der Dritten Welt konkret und helfend auseinanderzusetzen. Nach den Zerstörungen des Orts durch den Vulkans Nyiragongo im Januar 2002 sammelten Schüler, Eltern und Lehrer 40.000 € für den Wiederaufbau.
Seit 2003 nehmen die Schulen am Projekt Selbstständige Schule in Nordrhein-Westfalen teil. Die beiden Schulen werden vom Förderverein Matthias-Claudius-Schulen Bochum e.V. unterstützt, der die Zeitschrift Die Schultüte herausgibt.
Jeden Freitag findet in der Dreifachsporthalle der Schule ein Oberstufen-. Ehemaligen- und Lehrerfußball statt.

## Grundschule
Die 1986 gegründete Grundschule besuchen 185 Schülerinnen und Schüler, darunter 45 mit Förderbedarf.

## Gesamtschule
An der 1990 eröffneten Gesamtschule (Sekundarstufe I und Sekundarstufe II) lernen 820 Schüler, darunter 160 mit unterschiedlichem Förderbedarf. Einen Rahmen hierfür bietet der Schulversuch Gemeinsamer Unterricht in Nordrhein-Westfalen. Der erste Jahrgang absolvierte 1999 das Abitur. Seit dem Jahr 2011 ist das Konzept Lernbüro eingeführt worden. Dieses Konzept soll Schülern helfen, eigenständiger zu arbeiten.

### Oberstufe und Abitur
In der Oberstufe findet in einigen Fächern eine Kooperation mit der Theodor-Körner-Schule statt. Allerdings ist dies nur in wenigen Fächern nötig, da durch das Profilkonzept in der Oberstufe nur wenige Kurse mit zu wenigen Schülern besetzt sind. Das Konzept der Profile in der Oberstufe ist nötig, weil es verhältnismäßig wenige Schüler gibt, die Abitur machen. Außerdem wird durch die Profile eine Art Klassengemeinschaft geschaffen.
| Profil | Profiltitel        | Leistungskurs | Grundkurs            |
| ------ | ------------------ | ------------- | -------------------- |
| 1      | Identität finden   | Deutsch       | Kunst                |
| 2      | Zukunft entwickeln | Mathematik    | Physik               |
| 3      | Global denken      | Englisch      | Sozialwissenschaften |
| 4      | Leben gestalten    | Biologie      | Religion             |

Diese Fächer werden immer im Profilverbund gelehrt. Als weiterer Leistungskurs stehen folgende Fächer zur Auswahl: Erdkunde, Geschichte, Mathematik und Sozialwissenschaften, die ebenfalls immer profilintern unterrichtet werden.

## Auszeichnungen
Die Matthias-Claudius-Gesamtschule wurde für 2018 von der Robert Bosch Stiftung unter die besten 20 Schulen in Deutschland gewählt.